# Privatlärare

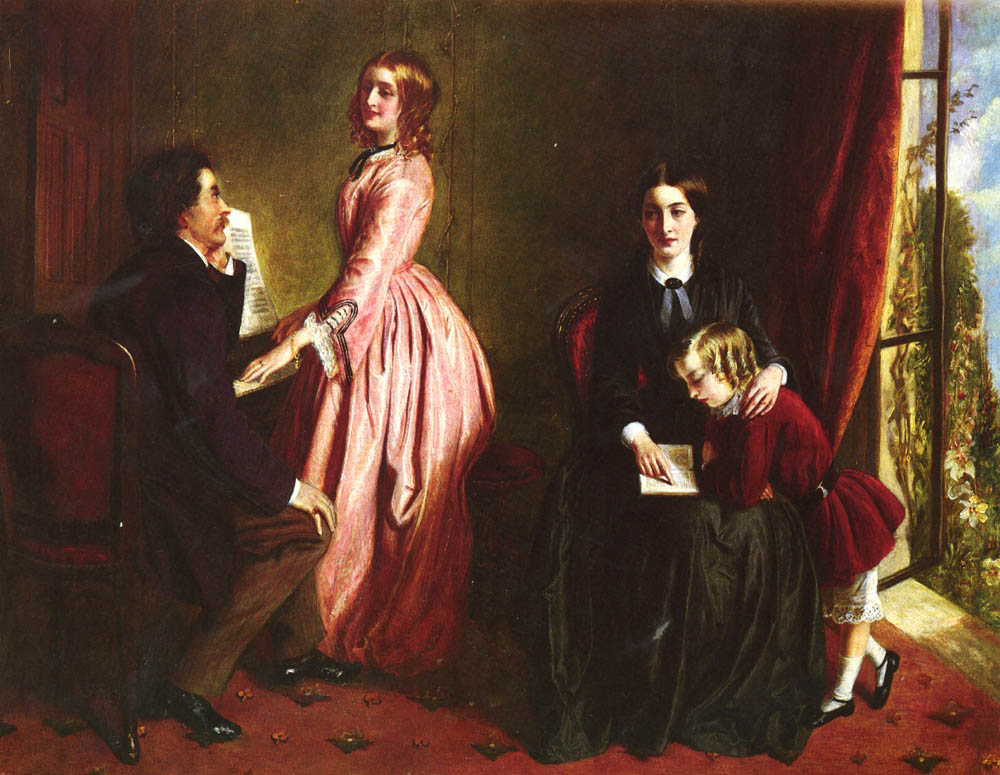
Rebecca Solomons målning The Governess från 1851. Guvernanten sittande till höger.

En privatlärare är en lärare som anställts privat, ofta i en familj, för att undervisa barnen i hemmet. Det kan vara ett alternativ eller komplement till reguljär skolgång. Privatlärare som ersätter reguljär skola förekom tidigare i mer välbemedlade hem, men är numera ganska ovanliga. En kvinnlig privatlärare kallas guvernant och undervisade främst yngre barn och flickor, medan en manlig, som främst undervisade pojkar kallas informator eller, i vissa äldre texter, guvernör. En äldre benämning är huslärare.
Ibland förekommer privatlärare i de lägre skolstadierna och syftet kan då vara att barnen skall bli bättre förberedda för högre stadier. Detta har framför allt varit vanligt i parallellskolsystem. I ett parallellskolsystem där privatlärare används på lägre skolstadier för att förbereda för högre studier, innebär systemet många gånger att rikas barn får mindre kontakt med barn från andra förhållanden.
Tidigare förekom även så kallad akademisk kondition, en informatorsbefattning som innebar att informatorn och hans elev vistades i en universitetsstad under terminerna, båda på elevens vårdnadshavares bekostnad.

## Privatlärare i Sverige
I Sverige förekom privatlärare före 1900-talet inom överklassfamiljer. En manlig informator undervisade pojkar och väntades förbereda dem för att studera vid läroverken.  En kvinnlig guvernant gav flickor, som inte väntades studera vid någon skola alls, en grundläggande bildning.  I Sverige kom inhemska guvernanter oftast från den borgerliga medelklassen, men kunde också vara från adeln: om de var utländska kom de oftast från Frankrike eller Schweiz, och kallades då "bonner". När familjen inte hade råd med både en informator och en guvernant, kunde informatorerna även undervisa flickor, men då endast vid sidan av och mer ytligt.

## Privatlärare i populärkulturen
I Fredrika Bremers roman Presidentens döttrar (1834) är berättar-jaget guvernanten Emma Rönnqvist, som uppfostrar döttrarna i en överklassfamilj.